# Couleuvre verte
Opheodrys vernalis
Espèce
Synonymes
- Coluber vernalis Harlan, 1827
- Liochlorophis vernalis (Harlan, 1827)
- Opheodrys vernalis blanchardi Grobman, 1941
- Opheodrys vernalis borealis Grobman, 1992

Opheodrys vernalis, la Couleuvre verte, est une espèce de serpents de la famille des Colubridae.

## Répartition
Cette espèce se rencontre :
- dans le sud du Canada en Saskatchewan, au Manitoba, en Ontario, au Québec, au Nouveau-Brunswick, en Nouvelle-Écosse et sur Île-du-Prince-Édouard ;
- aux États-Unis au Montana, au Wyoming, au Colorado, en Utah, au Dakota du Nord, au Dakota du Sud, au Nebraska, au Minnesota, en Iowa, au Wisconsin, au Michigan, en Illinois, en Indiana, en Ohio, en Pennsylvanie, au New Jersey, de New York, au Vermont, au Maine, au New Hampshire, au Connecticut, au Massachusetts, en Virginie-Occidentale, en Virginie, au Missouri, au Kansas, au Texas et au Nouveau-Mexique ;
- au Mexique.

## Description
De couleur variant d'un bleu-gris au vert émeraude. Le ventre est blanc ou jaune clair. Sa taille se situe en moyenne entre 30 et 50 cm. La couleuvre verte possède des écailles lisses et une plaque anale divisée. Cette espèce est ovipare.
Elle se nourrit d'insectes, surtout de larves de papillons de nuit et d'araignées.

## Publications originales
- Grobman, 1941 : A contribution to the knowledge of variation in Opheodrys vernalis (Harlan), with the description of a new subspecies. Miscellaneous Publications, Museum of Zoology, University of Michigan, no 50, p. 1-38 (texte intégral).
- Grobman, 1992 : Metamerism in the snake Opheodrys vernalis, with a description of a new subspecies. Journal of Herpetology, vol. 26, no 2, p. 175-186.
- Harlan, 1827 : Genera of North American Reptilia, and synopsis of the species. Journal of the Academy of Natural Sciences of Philadelphia, vol. 5, p. 317-372 (texte intégral).